# Hermann Grossmann (SS-Mitglied)

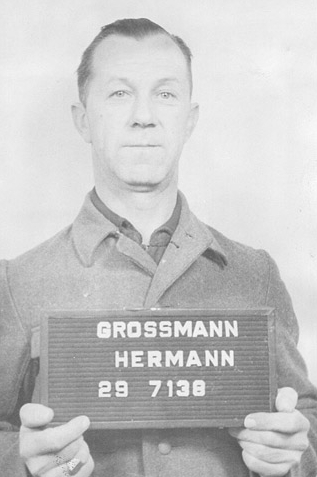
Foto von 1947

Hermann Grossmann (* 21. Juli 1901 in Petersdorf; † 19. November 1948 im Kriegsverbrechergefängnis Landsberg) war ein deutscher SS-Obersturmführer und als Lagerleiter der Außenlager des KZ Buchenwald Wernigerode und Bochumer Verein eingesetzt.

## Leben
Hermann Grossmann beantragte am 25. Mai 1937 die Aufnahme in die NSDAP und wurde rückwirkend zum 1. Mai desselben Jahres aufgenommen (Mitgliedsnummer 4.244.781). Er war ab Ende August 1939 im KZ Buchenwald eingesetzt. Ab Mai 1940 fungierte er als Kommandeur der Wachmannschaft des KZ Buchenwald (SS-Nummer 150.923) und wurde von dort im März 1943 als Leiter des Buchenwalder Außenlagers Wernigerode eingesetzt. Dort wurden durch KZ-Häftlinge in den Rautalwerken GmbH (auch Wernigwerke AG genannt), die 1938 zu einer modernen Leichtmetallgießerei ausgebaut worden waren, Zulieferteile für die Rüstungsindustrie gefertigt. Im Juni 1944 wurde Grossmann von Wernigerode in ein weiteres Buchenwalder Außenlager, den Bochumer Verein, als Lagerleiter bis zur Evakuierung des Lagers im März 1945 versetzt. Im Dezember 1944 waren dort über 1.600 registrierte, vorwiegend jüdische KZ-Häftlinge für Bau- und Erdarbeiten sowie in der Geschossproduktion tätig. 
Nach Kriegsende wurde Grossmann im Rahmen der Dachauer Prozesse im Buchenwald-Hauptprozess mit 30 weiteren Beschuldigten angeklagt. Grossmann wurde beschuldigt, alliierte Gefangene misshandelt und getötet zu haben, insbesondere die Erschießung sowjetischer Häftlinge während eines Luftangriffs wurde von Augenzeugen glaubhaft belegt. Am 14. August 1947 wurde Grossmann zum Tode durch den Strang verurteilt und am 19. November 1948 im Kriegsverbrechergefängnis Landsberg hingerichtet.